# Bergnunatakker Ost
Bergnunatakker Ost är en nunatak i Antarktis. Den ligger i Östantarktis. Australien gör anspråk på området. Toppen på Bergnunatakker Ost är 490 meter över havet.
Terrängen runt Bergnunatakker Ost är platt västerut, men österut är den kuperad. Trakten är obefolkad. Det finns inga samhällen i närheten.